# Microsurgeon
Microsurgeon è un videogioco educativo, simile a un labirinto, prodotto dalla software house Imagic tra il 1982 e il 1983.
Fu sviluppato inizialmente per la console Intellivision. Ne venne effettuato successivamente un porting per il Texas Instruments TI-99/4A e per l'IBM PCjr.
Il videogioco fu progettato da Rick Levine e veniva distribuito su cartuccia.